# Stockholms Allmänna Skyddsförening
Stockholms Allmänna Skyddsförening var en välgörenhetsförening i Stockholm, grundad 1866. 
Under första hälften av 1800-talet, efter bildandet av Välgörande fruntimmerssällskapet, grundades en stor mängd välgörenhetsföreningar i Stockholm och Sverige.  Dessa kallades allmänt för fruntimmers-skyddsföreningar eftersom de främst sköttes av kvinnor.  De var inspirerade av liknande föreningar i främst Tyskland och organiserade sig efter tyskt mönster.  En gemensam tanke var att hjälpen till behövande inte skulle vara villkoras mot religiös uppfostran och användas som missionsmetod. 
I Stockholm grundades många lokala fruntimmers-skyddsföreningar, bland annat en av drottning Sofia avsedd för Kungsholms församling år 1858. Denna skyddsförening samlade år 1866 alla övriga lokala fruntimmers-skyddsföreningar under sig och gick samman till Stockholms Allmänna Skyddsförening. 
Skyddsföreningen fungerade som en länk mellan den kommunala socialhjälp som hade införts genom 1847 års fattigvårdförordning och privata välgörenhetsföreningar. Den grundade byråer i varje församling med information om föreningar och bidragstagare som de delade med myndigheterna. De gav både bidrag och förmedlade bostäder och agerade arbetsförmedling. Från 1867 fick de också kommunalt understöd. Deras arbete var viktigt som komplement till den kommunala socialhjälpen, eftersom 1871 års fattigvårdförordning vägrade hjälp åt de flesta behövande utöver handikappade, åldringar och barn.
Administrationen brast dock och Skyddsföreningen kom från 1889 alltmer att ersättas av Föreningen för Välgörenhetens Ordnande (från 1981 kallad FVO).